# Daniel Dagallier
 Robert Daniel Marie Alfred François Dagallier (ur. 11 czerwca 1926 w Trévoux) – francuski szpadzista, brązowy medalista olimpijski i pięciokrotny medalista mistrzostw świata.
Na igrzyskach olimpijskich w Helsinkach w 1952 roku drużynowo odpadł w ćwierćfinałach. Na rozgrywanych cztery lata później igrzyskach olimpijskich w Melbourne Francuzi w składzie: Armand Mouyal, Yves Dreyfus, Claude Nigon, Daniel Dagallier i René Queyroux zdobyli drużynowo brązowy medal. W zawodach indywidualnych dotarł do ćwierćfinałów.
Podczas mistrzostw świata w Sztokholmie w 1951 roku Alain Besseche, René Bougnol, Jacques Coutrot, Daniel Dagallier, Armand Mouyal i Armand Simon zajęli drugie miejsce w zawodach drużynowych. W tej samej konkurencji zdobywał następnie srebrne medale na mistrzostwach świata w Brukseli (1953) i mistrzostwach świata w Rzymie (1955) oraz brązowe na mistrzostwach świata w Luksemburgu (1954) i mistrzostwach świata w Filadelfii (1958).